# Adolf Stäbli

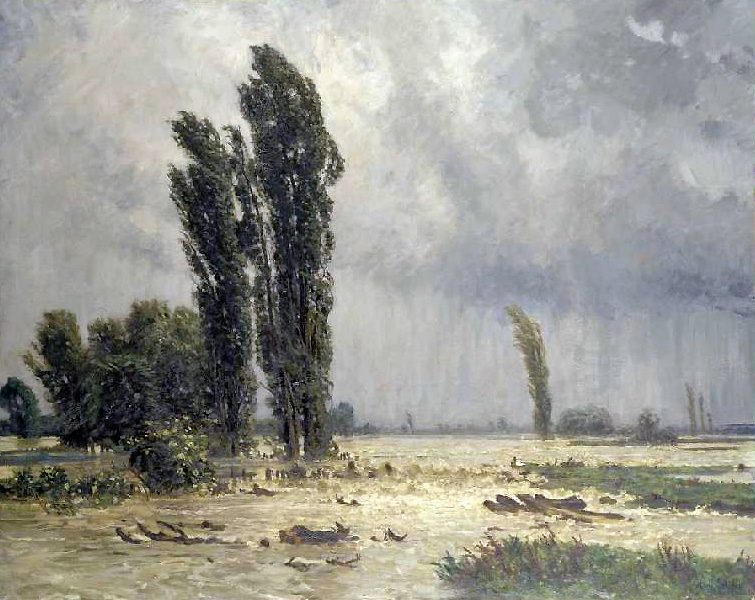
Inondations (1880)

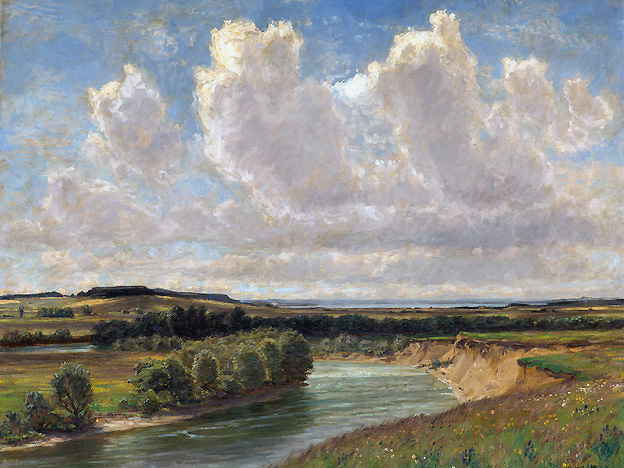
Adolf Stäbli, An der Ammer, nach 1890, Kunstmuseum St. Gallen, Depositum der Gottfried Keller-Stiftung

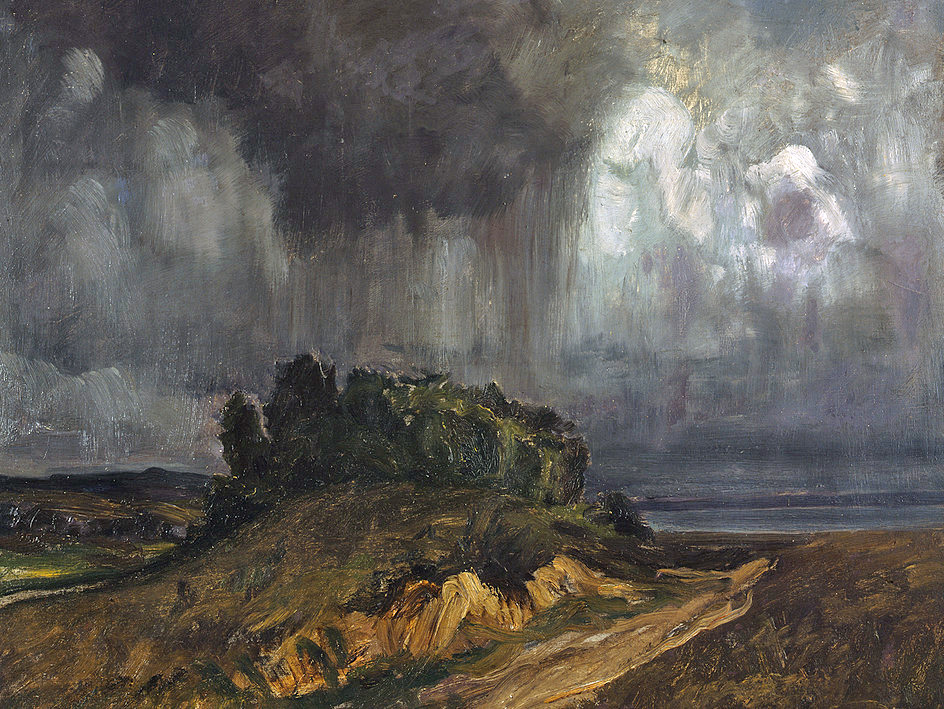
Tempête (1895)

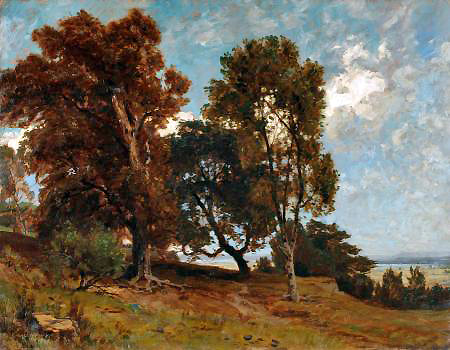
Adolf Stäbli, Baumgruppe bei einem Fluss, ohne Jahr, Eigentum der Schweizerischen Eidgenossenschaft, Bundesamt für Kultur, Bern

Johann Adolf Stäbli, né le 31 mai 1842 à Winterthour et mort le 21 septembre 1901 à Munich, est un peintre suisse de la fin du romantique qui est surtout connu pour ses « Stimmungslandschaften » (paysages d'humeur). 

## Biographie
Johann Adolf Stäbli naît le 31 mai 1842 à Winterthour. Il quitte l'école à l'âge de seize ans.[réf. souhaitée] Son premier maître est son père, Diethelm Rudolf Stäbli (1812-1868), professeur d'art à Zurich. Diethelm est un graveur originaire de Brugg dans le Argovie. De 1859 à 1861, il fait son apprentissage dans l'atelier de Rudolf Koller à Zurich et, sur la recommandation de son père, poursuit sa formation auprès de Johann Wilhelm Schirmer à l'Académie des beaux-arts de Karlsruhe en 1862. Il se lie d'amitié avec Hans Thoma. 
Plus tard, il visite Dresde, Milan et Paris, où il découvre la peinture de paysage française à l'Exposition Universelle (1867) et visite la colonie d'artistes à Barbizon. Après la mort de son père, il s'installe définitivement à Munich; faisant partie d'un cercle d'artistes suisses comprenant Arnold Böcklin et Otto Frölicher ainsi que l'historien de l'art, Adolf Bayersdorfer. En 1882, il effectue un long séjour en Italie. Il fait généralement des croquis en plein air pendant l'été et les réalise en peintures dans son atelier en hiver. L'une de ses œuvres les plus connues Rising Thunderstorm est peinte sur commande du gouvernement d'Argovie et peut être vue à l'Aargauer Kunsthaus[réf. nécessaire]. 
Il est constamment sujet à la dépression. Après 1882, il commence à souffrir des effets de l'alcoolisme et de l'inhalation de chloroforme ; entraînant des périodes de stagnation et de pauvreté. Il cesse de peindre jusqu'en 1886 puis se lie d'amitié avec l'écrivain Walther Siegfried en 1887.
En 1894, sa santé se dégrade durablement. Cependant, après une période de récupération, il  reçoit des médailles d'or en 1897 et 1901 et obtient un poste de professeur honoraire du prince Régent Luitpold en 1898[réf. nécessaire]. 
Il meurt le 21 septembre 1901 à Munich.

## Travail
Adolf Stäbli est un représentant important des peintres paysagistes des dernières décennies du XIXe siècle. Ce sont surtout des paysages de sa patrie suisse et ceux de Haute-Bavière qu'il présente dans son travail. Des phénomènes météorologiques fugaces et dramatiques caractérisent nombre de ses peintures. Les formations nuageuses en mouvement et les humeurs d'orage lui valent la réputation d'un Ruisdael du 19e siècle. Il abandonne les sujets pittoresques des représentations idéalisées du paysage de nombreux contemporains en faveur d'une expérience émotionnelle immédiate, parfois pathétique, de la nature. Sa devise est : « Ma peinture est une expérience, pas une invention ». Une commande du gouvernement argovien, le tableau Aufziehendes Gewitter au Musée des Beaux-Arts d'Argovie, achevé en 1868, est l'un de ses tableaux les plus célèbres. Il crée également des dessins, des gravures et des aquarelles. Après des phases de stagnation, de dépression et de pauvreté, il retrouve la reconnaissance. En 1897 et 1901, il reçoit des médailles d'or à Munich et reçoit le titre de professeur en 1898.
Après sa mort, la majorité de son travail et de ses biens sont envoyés en Suisse. Ses œuvres se trouvent principalement au Aargauer Kunsthaus et dans d'autres musées suisses et allemands, par exemple dans la Stäblisaal du Stadtmuseum Brugg, au Musée Oskar Reinhart « Am Stadtgarten » à Winterthur, au Kunstmuseum St. Gallen ainsi que dans la collection graphique de l'ETH et au Kunsthaus de Zurich ; également à Munich dans la Neue Pinakothek, dans la Staatliche Graphische Sammlung et au Lenbachhaus. Les rétrospectives ont eu lieu en 1942 au Gewerbemuseum Aarau et en 1984 au Zimmermannshaus à Brugg. Plus récemment, le Aargauer Kunsthaus a honoré l'artiste en lui présentant une sélection représentative de peintures de paysages lors d'une exposition qui s'est tenue de janvier à avril 2015.

## Œuvres
- Waldlandschaft mit einem Fuhrwerk im Hintergrund
- Birken (Birkenlandschaft)
- Romantische Landschaft
- Italienische Frühlingslandschaft
- Baumgruppe bei einem Fluss
- Im Vorgebirge
- Sommerliche Flussuferpartie
- Sommerliche Landschaft mit Aufziehendem Gewitter
- Baum im Sturm
- Landschaft bei Oberaudorf
- Kloster Fahr
- Aufziehendes Gewitter (Schloss Brunegg) (1868)
- Chiemseelandschaft (1874)
- Landschaft am Wasser (1878)
- Abziehendes Gewitter (1879)
- Überschwemmung (1886)
- An der Amper (1890)
- Kruzifix am Weg (1894)
- Sturm (um 1895)
- Maienregen (1896)